# 四號里特鎮區 (北卡羅萊納州穆爾縣)
四號里特鎮區（英語：Township 4, Ritter）是位於美國北卡羅萊納州穆爾縣的一個鎮區。

## 地方資料
四號里特鎮區的面積為139.08平方千米，皆為陸地。根據2020年美國人口普查的數據，當地共有人口2795人，而人口密度為每平方千米20.1人。